# Kleine klapneusvleermuis
De kleine klapneusvleermuis (Rhinopoma hardwickii)  is een zoogdier uit de familie van de klapneusvleermuizen (Rhinopomatidae). De wetenschappelijke naam van de soort werd voor het eerst geldig gepubliceerd door Gray in 1831.

## Kenmerken
Deze insectivore vleermuis is de enige soort met een dunne staart, die ver buiten de vlieghuid uitsteekt, soms net zo lang als het lichaam. Deze soort wordt ook wel vrijstaartvleermuizen genoemd. De lichaamslengte bedraagt 5,5 tot 7 cm, de staartlengte 4,5 tot 7,5 cm en het gewicht 10 tot 15 gram.

## Leefwijze
Deze soort jaagt in halfwoestijnen, struwelen en tropische bossen. Bij een ruim voedselaanbod kan het dier wel dubbel zo zwaar worden. Hij slaat dan vet op voor de droge tijd die hij slapend doorbrengt.

## Verspreiding
Deze in groepsverband levende soort komt algemeen voor in West- en Zuid-Azië en Noord- en Oost-Afrika, met name van Marokko tot Burma, zuidelijk naar Mauritanië, Senegal, Mali, Burkina Faso, Niger en Kenia.

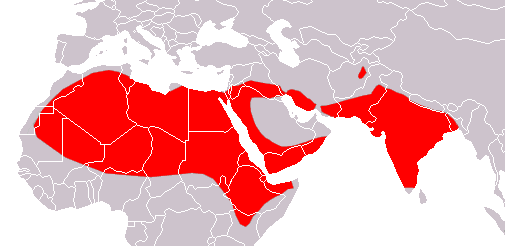
Verspreidingsgebied